# 卡尼奧內斯 (新墨西哥州)
卡尼奧內斯（英語：Cañones）是位於美國新墨西哥州里奧阿里巴縣的普查規定居民點。

## 人口
根據2020年美國人口普查的數據，卡尼奧內斯的面積為10.72平方千米，皆為陸地。當地共有人口85人，而人口密度為每平方千米7.93人。